# Paul Stephen Dimond
Paul Stephen Dimond CMG (2005) (* 30. Dezember 1944) ist ein ehemaliger britischer Diplomat.

## Leben
Paul Stephen Dimond trat am 4. März 1963 in den auswärtigen Dienst ein.
1988 war er Stellvertreter des Leiters der Abteilung Ferner Osten im Foreign and Commonwealth Office.
Ab September 1989 leitete er an der Botschaft in Tokio die Öffentlichkeitsarbeit.
Von 2002 bis 2004 war er Botschafter in Manila.